# 吉見一星
吉見 一星（よしみ いっせい、1982年6月16日 - ）は日本の元プロサッカー選手。現在は歌手。歌手としての所属会社は田辺音楽出版、レコード会社はユニバーサルシグマ。

## 来歴

### サッカー時代
小学校3年までは野球をしており、4年生からサッカーを始める。その後山形FCを経て進学した山形中央高では1年からレギュラーとなり、全国高校サッカー選手権大会に3年連続で出場する。
卒業後は地元のモンテディオ山形へ入団するも、故障もあり2年で退団。翌年、日本フットボールリーグの佐川印刷SCへ移籍し、22試合に出場するもオフに自ら退団する。

### 引退後
第二の人生として歌手を目指すことを決意する。
ストリート・ライヴなどを精力的にこなし、09年1月にSoulJaのシングルにフィーチャリング・アーティストとして参加。
同年9月に「～YOU～」でソロ・メジャー・デビューを飾った。ファルセットを使ったなめらかなシルーキー・ヴォイスが特徴。
2006年にインディーズデビュー、2009年には現レコード会社と契約し、メジャーデビューを果たす。
2008年、10月15日にリリースの 「SoulJa×Misslim」 のコラボレーションシングル 「記念日」 のプロモーションビデオに男子高校生役として、主演で出演。
2009年、1月21日には 「ONE TIME/SoulJa　feat.　一星&沖仁」 がリリースされる。
2009年、9月2日ユニバーサルよりSINGLE 「～YOU～」 でデビュー。
ONE TIME feat.一星&沖仁
　マジありがとう feat. 吉見一星
　Photograph feat. Noa, 吉見一星　★
Baby Girl feat. 吉見一星
DO-CO feat.吉見一星
過ぎ去りし日のアイノウタ feat.吉見一星
RUN AND RUN feat.吉見一星　
You’re Not Alone feat.吉見一星
Baby I Show You feat.吉見一星
Baby Girl feat.吉見一星
Repentance feat.吉見一星,DJ PSYCHO
Just Love feat.吉見一星,SO-TA [Bonus ...
君に出会えてよかった feat.吉見一星
マヂ LOVE feat.吉見一星
Photograph feat.Noa,吉見一星
2014年
NO DOUBT TRACKSからデビューしたアメリカ&韓国&日本出身の3人組ラップ&ヴォーカル・ユニット、LGRookees
吉見一星が加入しさらに音楽の幅を広げた。 
初リリースシングルには、LGYankees HIRO、片桐舞子(MAY'S) をfeat.
Plastic Love
LGRookees
Wedding Story feat. MAY'S
LGRookees
Only One feat. LGYankees HIRO
LGRookees

## 個人成績
| 国内大会個人成績 | 国内大会個人成績 | 国内大会個人成績 | 国内大会個人成績 | 国内大会個人成績 | 国内大会個人成績 | 国内大会個人成績 | 国内大会個人成績 | 国内大会個人成績 | 国内大会個人成績 | 国内大会個人成績 | 国内大会個人成績 |
| 年度             | クラブ           | 背番号           | リーグ           | リーグ戦         | リーグ戦         | リーグ杯         | リーグ杯         | オープン杯       | オープン杯       | 期間通算         | 期間通算         |
| 年度             | クラブ           | 背番号           | リーグ           | 出場             | 得点             | 出場             | 得点             | 出場             | 得点             | 出場             | 得点             |
| 日本             | 日本             | 日本             | 日本             | リーグ戦         | リーグ戦         | リーグ杯         | リーグ杯         | 天皇杯           | 天皇杯           | 期間通算         | 期間通算         |
| ---------------- | ---------------- | ---------------- | ---------------- | ---------------- | ---------------- | ---------------- | ---------------- | ---------------- | ---------------- | ---------------- | ---------------- |
| 2001             | 山形             | 29               | J2               | 2                | 0                | 0                | 0                | 0                | 0                | 2                | 0                |
| 2002             | 山形             | 25               | J2               | 0                | 0                | -                | -                | 0                | 0                | 0                | 0                |
| 2003             | 佐川印刷         | 23               | JFL              | 22               | 0                | -                | -                | 0                | 0                | 22               | 0                |
| 通算             | 日本             | 日本             | J2               | 2                | 0                | 0                | 0                | 0                | 0                | 2                | 0                |
| 通算             | 日本             | 日本             | JFL              | 22               | 0                | -                | -                | 0                | 0                | 22               | 0                |
| 総通算           | 総通算           | 総通算           | 総通算           | 24               | 0                | 0                | 0                | 0                | 0                | 24               | 0                |

## ディスコグラフィー

### シングル
1. 〜YOU〜（2009年9月2日）

## 舞台
- 陰陽師〜Light and Shadow〜（2011年 4月 7日 - 17日、新国立劇場)

## 関連人物
- 川添象郎 -デビュー・シングル「〜YOU〜」のプロデュースを手がけている。
- 佐藤博 - 吉見一星のデビュー・シングル「〜YOU〜」の編曲及びサウンドプロデュースのみならず、氏のプライベートスタジオである『Studio SARA』で、氏の手により録音、ミックスダウン、エンジニアリングとマスタリングが施される。また、佐藤はキーボード、リズム・プログラミング及びシンセ・ベースまで手掛けている。